# Procerocymbium dondalei
Espèce
Procerocymbium dondalei est une espèce d'araignées aranéomorphes de la famille des Linyphiidae.

## Distribution
Cette espèce est endémique du Yukon au Canada,.

## Description
Le mâle holotype mesure 1,67 mm.

## Étymologie
Cette espèce est nommée en l'honneur de Charles D. Dondale.

## Publication originale
- Marusik & Koponen, 2001 : Revision of the Holarctic spider genus genus Procerocymbium Eskov 1989 (Araneae: Linyphiidae). Acta Arachnologica, vol. 50, no 2, p. 145-156 (texte intégral).